# Provozní služby (učební obor)
Provozní služby jsou dvouletý učební obor typu E, tedy bez maturity. Absolventi získají výuční list a  nižší střední vzdělání. 

## Určení
Obor je určen přednostně žákům s lehkým mentálním postižením, případně postižením  na hranici lehkého a středního mentálního handicapu, kterým může pomoci při získání pracovního uplatnění. 

## Školské vzdělávací programy
Rámcový vzdělávací program 69-54-E/01 provozní služby rozpracovávají učiliště, která jej vyučují, do školských vzdělávacích programů (ŠVP):
- ŠVP Rodinka – zaměřuje se hlavně na údržbu a úklid cizí domácnosti a tím se velmi podobá oboru praktická škola. Ale vše se na rozdíl od praktické školy probírá více do hloubky. Výuka je také zaměřena hlavně na šití, úklid domácnosti a vaření. Vzdělání poskytuje několik škol, např. Střední škola a Základní škola Nové Město nad Metují [1].
- ŠVP Úklid a výpomoc – je určen vzdělávání žáků v ústavní péči (domovy pro osoby se zdravotním postižením, domovy se zvláštním režimem, denní stacionáře a chráněná bydlení), kterým umožní následné zaměstnání např. přímo v ústavu, kde absolventi trvale žijí, ale i ve zdravotnických zařízeních a při úklidu venkovních prostor v obcích. Podle tohoto ŠVP vyučuje např. střední škola Euroinstitut[2].
- ŠVP Pokojská – připravuje na úklidové práce v ubytovacích zařízeních. Podle tohoto ŠVP vyučuje např. odborné učiliště Vyšehrad[3] v Praze.